# Luther (Iowa)
Luther es una ciudad situada en el condado de Boone, Iowa, Estados Unidos. Tiene una población estimada, a mediados de 2023, de 145 habitantes.

## Geografía
La localidad está ubicada en las coordenadas 41°58′01″N 93°49′04″O / 41.96694, -93.81778 (41.966902, -93.817641). Según la Oficina del Censo, tiene una superficie de 1.52 km², correspondientes en su totalidad a tierra firme.

## Demografía
Según el censo de 2020, en ese momento había 152 personas residiendo en la localidad. La densidad de población era de 100.00 hab./km². El 96.71% de los habitantes eran blancos y el 3.29% eran de una mezcla de razas. Del total de la población, el 0.66% era hispano o latino.